# Гран-при Эйбара
Гран-при Эйбара (исп. Gran Premio Ciudad de Eibar) — шоссейная однодневная велогонка, проходящая по территории Испании с 2018 года.

## История
Гонка была создана в 2018 году и изначально проводилась в рамках национального календаря. В 2020 году вошла в Женский мировой шоссейный календарь UCI.
В 2020 году гонка была отменена из-за пандемии COVID-19.
В 2024 году  гонка повысила свой статус войдя в календарь Женской ПроСерии UCI.
Старт и финиш гонки располагается в Эйбаре (автономном сообществе Страна Басков), а сам маршрут проходит в окрестностях города.
Профиль холмистый и включает 3-4 подъёма со средним градиентом от 5% до 10%. Протяжённость дистанции первых двух гонок составляла 78 км, а с 2021 года стала составлять в районе 115 км.

## Призёры
| Год  | Победитель           | Второй             | Третий              |          |
| ---- | -------------------- | ------------------ | ------------------- | -------- |
| 2018 | Сара Мартин Мартин   | Кристина Мартинес  | Айнара Эльбусто     |          |
| 2019 | Лорена Лламас        | Паула Патиньо      | Лурдес Оярбиде      |          |
| 2020 | отменено             | отменено           | отменено            | отменено |
| 2021 | Анна Ван дер Брегген | Аннемик ван Влётен | Элиза Лонго Боргини |          |
| 2022 | Оливия Барил         | Ане Сантестебан    | Мави Гарсия         |          |
| 2023 | Оливия Барил         | Шейла Гутьеррес    | Юлия Бирюкова       |          |
| 2024 | Юрани Бланко         | Уса Остолаза       | Генриетта Кристи    |          |
| 2025 |                      |                    |                     |          |